# 中国留日同学会
中国留日同学会（Association of Chinese Alumni in Japan，简称ACAJ）是由在日本工作的在日中国留学生发起，以互助、服务、友好为宗旨，于1995年10月成立的民间组织。总部设在日本大阪，并在各地设有分会。此外该会从1996年起每年召开“在日中国人留学成果报告会”，并自1999年开始选评优秀论文并为得奖者颁奖。
该会成员主要由知识层次较高的在日博士、硕士和四年级以上本科生留日人员组成。通过近几年的发展，在日本，特别在关西地区具有相当的影响力。

## 主要理想
1. 直接或间接为中国的繁荣和进步做贡献；
2. 努力作新一代中日交流的桥梁；
3. 担负起新华侨的义务。

## 各地分会
- 仙台分会
- 筑波分会
- 东京分会
- 中部分会
- 京都分会
- 大阪分会
- 兵库分会
- 福冈分会
- 香港分会
- 北京分会